# 柳ヶ浦町
柳ヶ浦町（やなぎがうらまち）は、大分県宇佐郡にあった町。現在の宇佐市の一部にあたる。

## 地理
中津平野の東部、駅館川の下流域から河口部に位置していた。
- 海洋：周防灘

## 歴史
- 1889年（明治22年）4月1日、町村制の施行により、宇佐郡江須賀村、住江村、神子山新田、順風新田、高砂新田、郡中新田が合併して村制施行し、柳ヶ浦村が発足[1][2]。旧村名を継承した江須賀、住江、神子山新田、順風新田、高砂新田、郡中新田の6大字を編成[2]。
- 1894年（明治27年）柳ケ浦銀行設立[2]
- 1902年（明治35年）豊中製紙株式会社設立[2]
- 1909年（明治42年）宇佐米穀商同業組合（大字江須賀）設立[2]
- 1910年（明治43年）宇佐電機株式会社設立[2]
- 1940年（昭和15年）7月1日、町制施行し柳ヶ浦町となる[1][2]。
- 1945年（昭和20年）空襲により町が壊滅した[2]。
- 1955年（昭和30年）3月31日、宇佐郡長洲町、和間村と合併し、長洲町が存続して廃止された[1][2]。

## 産業
- 農業、漁業[2]

## 交通

### 鉄道
- 1897年（明治30年）豊州鉄道（現日豊本線）が開通し長洲駅（大字江須賀）開設[2]。1898年（明治31年）宇佐駅に改称し、さらに1909年（明治42年）柳ケ浦駅に改称[2]。1906年（明治39年）柳ケ浦機関庫設置[2]

## 教育
- 1910年（明治43年）柳ケ浦裁縫女学校開校[2]
- 1915年（大正4年）村立三洲農業補修学校開校[2]

## 海軍
- 1939年（昭和14年）宇佐海軍航空隊開隊[2]